# Bassirou Diomaye Faye
Pour les articles homonymes, voir Faye.
Bassirou Diomaye Faye, né le 25 mars 1980 à Ndiaganiao, est un homme d'État sénégalais, président de la république du Sénégal depuis le 2 avril 2024.
Inspecteur des finances publiques, Bassirou Diomaye Faye est candidat à l'élection présidentielle de 2024 sous l'étiquette du PASTEF. Incarcéré durant onze mois, il est libéré de prison à neuf jours du scrutin présidentiel en compagnie d'Ousmane Sonko (qu'il remplace comme candidat car inéligible) et remporte l'élection avec 54,28 % des votes au premier tour. Il devient ainsi, à 44 ans, le plus jeune président de la république du Sénégal, le premier à être polygame et le premier opposant élu au premier tour de l'histoire du pays.

## Biographie

### Jeunesse, formation et débuts en politique
Bassirou Diomaye Diakhar Faye est né le 25 mars 1980 à Ndiaganiao, dans le département de M'bour (région de Thiès),.
Il étudie le droit à l'université Cheikh-Anta-Diop de Dakar et intègre l'École nationale d'administration du Sénégal. Inspecteur des finances publiques et militant syndicaliste, il est secrétaire général du syndicat des Impôts et des Domaines,.
En dehors de ses occupations professionnelles, qui tournent autour du droit, de la fiscalité, des finances et de l'économie, Bassirou Diomaye Faye écrit des poèmes, est intéressé par l'agriculture et l'élevage. Pendant ses loisirs, surtout en période d'hivernage, il s'occupe dans les champs de son village où il produit notamment des papayes,.
Il s'engage en politique au sein du parti Patriotes africains du Sénégal pour le travail, l'éthique et la fraternité (PASTEF) dès sa création en 2014. Tandis qu'Ousmane Sonko est le dirigeant et la figure principale du parti, Bassirou Diomaye Faye en est l'architecte, s'occupant de la doctrine et de l'organisation en interne. En octobre 2022, il devient secrétaire général et gère les cadres du parti.
En octobre 2021, il est nommé candidat à Ndiaganiao, sa commune de naissance, par la coalition de Libérer le peuple et une partie du Parti démocratique sénégalais pour les élections municipales de 2022, à l'issue desquelles il est battu par Tening Sène, candidate de l'Alliance pour la République (APR), le parti du président Macky Sall.

### Arrestation et emprisonnement

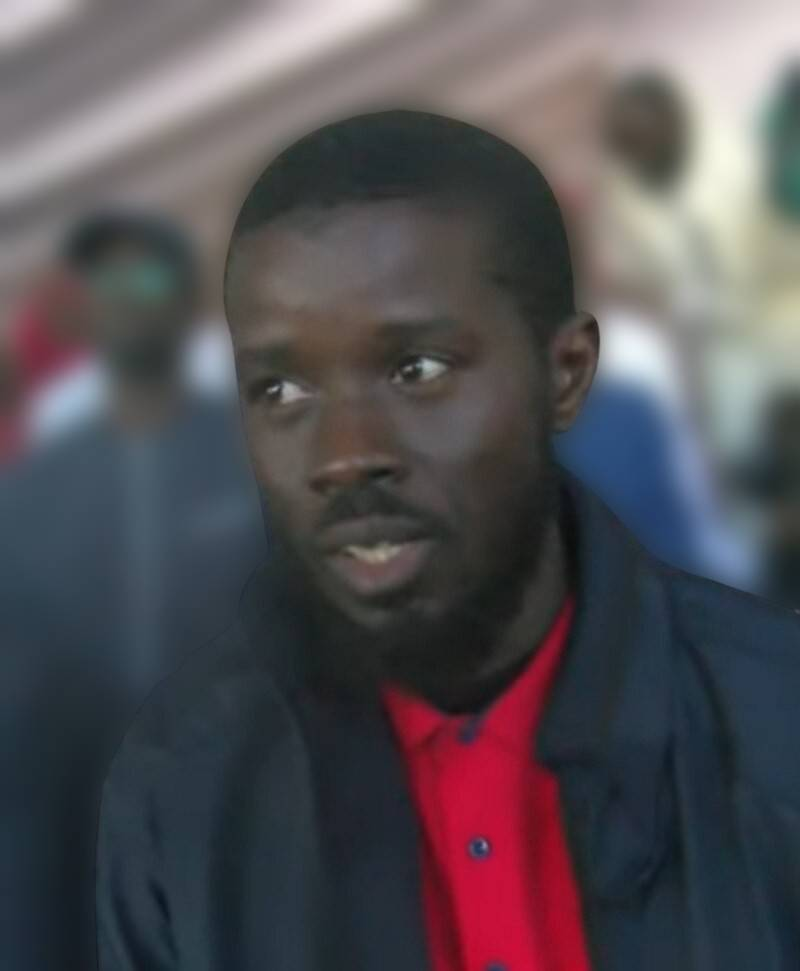
Bassirou Diomaye Faye en 2023

En avril 2023, Bassirou Diomaye Faye est arrêté et placé en garde à vue pour « diffusion de fausse nouvelle, outrage à magistrat et diffamation envers un corps constitué ». Il lui est reproché d'avoir critiqué les magistrats qui ont décidé de juger Ousmane Sonko en appel dans le procès en diffamation intenté par le ministre Mame Mbaye Niang. En effet, il estime que le procès en appel a été effectué trop rapidement, avant même la fin du délai pour faire appel du jugement en première instance.

### Élection présidentielle de 2024 et libération

#### Désignation comme candidat du PASTEF et libération
En novembre 2023, après l'extrême incertitude sur la possibilité pour Ousmane Sonko d'être candidat à l'élection présidentielle, le PASTEF désigne Bassirou Diomaye Faye comme son candidat à l'élection présidentielle de 2024, en dépit de son incarcération depuis avril 2023.
Le 20 janvier 2024, le Conseil constitutionnel sénégalais publie la liste définitive des candidats à l'élection présidentielle et Sonko n'y figure pas, après de longues et complexes procédures judiciaires. Toutefois, la candidature de Diomaye Faye est validée car, bien qu'emprisonné, il n'a jamais été jugé. Sonko (lui aussi en prison) annonce son soutien à Bassirou Diomaye Faye pour l'élection. Cheikh Tidiane Dieye (autre candidat à l'élection présidentielle) se désiste en faveur de Bassirou Diomaye Faye.
Début mars 2024, le gouvernement Amadou Ba dépose un projet de loi d'amnistie pour apaiser un climat social et politique. Ce projet de loi doit profiter à Ousmane Sonko et à Bassirou Diomaye Faye. Le projet est contesté par une partie de l'opposition car il amnistie aussi les auteurs de la répression des manifestations entre 2021 et 2024, mais est toutefois adopté,. Le 15 mars 2024, Bassirou Diomaye Faye et Ousmane Sonko sont libérés.

#### Campagne présidentielle
Le programme de Bassirou Diomaye Faye s'intitule « Le Projet d’un Sénégal souverain, juste et prospère ». Après leur libération le 15 mars, Bassirou Diomaye Faye et Ousmane Sonko font campagne « main dans la main », le premier bénéficiant pleinement du soutien du dirigeant du PASTEF, qui l'accompagne dans ses déplacements sur fond de slogan « Diomaye, c'est Sonko. », Au cours de la campagne, Sonko promet de faire du durcissement de la criminalisation de l'homosexualité — déjà passible au Sénégal de un à cinq ans de prison — l'une des premières loi du prochain quinquennat, par conviction religieuse mais « surtout » dans un « souci de préservation de notre humanité ».
Le 24 mars 2024, selon les premiers résultats, Bassirou Diomaye Faye arrive en tête du scrutin, largement devant Amadou Ba. Sa victoire dès le premier tour semble alors probable : dix candidats en lice, parmi lesquels Anta Babacar Ngom, Papa Djibril Fall, Déthié Fall, El Hadji Mamadou Diao et Mamadou Lamine Diallo, le félicitent avant même l'annonce des résultats officiels,. Des journaux sénégalais consacrent leur une à cette victoire présumée. Le lendemain, Bassirou Diomaye Faye est félicité par le ministre de l'Économie Doudou Ka et par la vice-présidente du groupe parlementaire de la majorité présidentielle Adji Mbergane Kanouté ; puis Amadou Ba reconnaît sa défaite et félicite le vainqueur dans la foulée. Le président sortant, Macky Sall, fait de même.
Faye remporte ainsi à 43 ans l'élection présidentielle de 2024 avec 54,28 % des suffrages exprimés, devenant le plus jeune président élu de l'histoire du pays, le premier opposant élu dès le premier tour, ainsi que le premier officiellement polygame,,.

### Président de la république du Sénégal
Bassirou Diomaye Faye est investi président de la république du Sénégal le 2 avril 2024, succédant à Macky Sall.  Il devient à 44 ans, la plus jeune personne à occuper cette fonction. Il nomme le même jour Ousmane Sonko au poste de Premier ministre. Le nouveau gouvernement est nommé par Diomaye Faye le 5 avril suivant.
Le nouveau président effectue son premier voyage officiel à l'étranger en Mauritanie, le 18 avril.

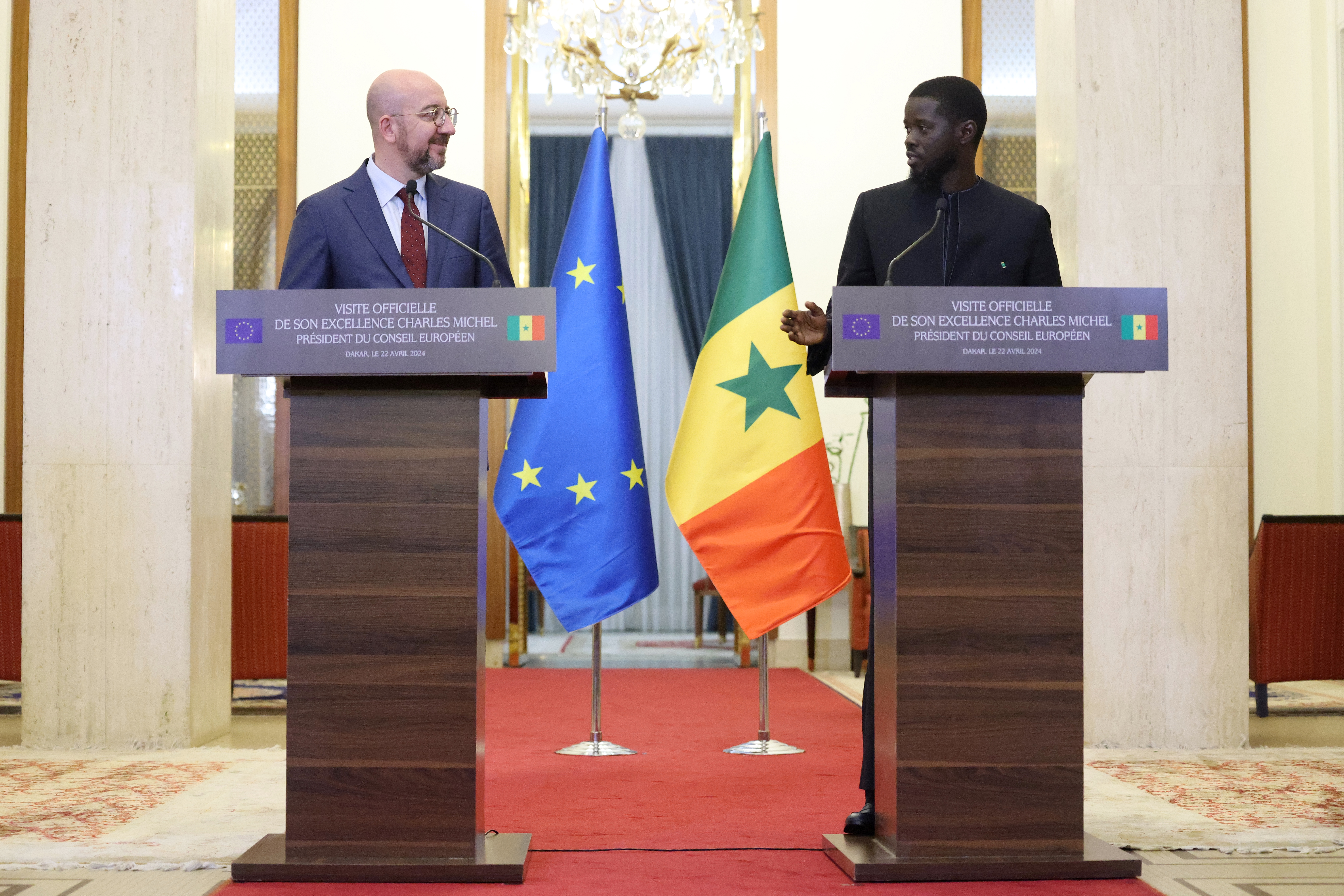
Bassirou Diomaye Faye avec Charles Michel, président du Conseil européen, 22 avril 2024.

Son premier mois de mandat se remarque par une vague de changements : le protocole est simplifié (présence réduite de dignitaires), il impose davantage de transparence (avec l'arrêt du cumul des mandats) et transforme le fonctionnement de l'État en mettant en avant le duo exécutif qu'il forme avec Sonko. Faye multiplie les voyages et échanges avec ses homologues en Afrique de l'Ouest, comme en Mauritanie ou en Côte d'Ivoire. Il lance également davantage d'audits économiques, publie d'anciens rapports sur la fraude, la corruption et organise des visites dans les quartiers difficiles de Dakar.
Le 12 septembre 2024, dans un contexte de conflit avec l'opposition et de blocage législatif, le président Diomaye Faye dissout l'Assemblée nationale et annonce des élections législatives anticipées pour le 17 novembre prochain. Son parti, le PASTEF, remporte une nette victoire ainsi qu'une large majorité parlementaire.
En octobre 2024, le gouvernement dénonce les malversations comptables du gouvernement précédent sous le président Macky Sall et l'endettement massif du pays. Les notes financières du Sénégal sont dégradées et le FMI suspend son prêt,,. La dette publique du Sénégal est réévaluée de 65 % à 111 % du PIB. Ce chiffre fait du Sénégal le pays le plus endetté d'Afrique et le pays doit emprunter à des taux plus élevés,,,. En conséquence, le président et son Premier ministre annoncent, début août, un « plan de redressement économique et social ». Conscients que le Sénégal va peiner à emprunter sur les marchés financiers et auprès du FMI, le plan vise à obtenir 6 000 milliards de francs CFA en trois ans, principalement par l'augmentation de certaines taxes et la diminution des dépenses de l'État. L'objectif est une baisse du déficit à 3 % et une stabilisation de la dette.

### Vie privée

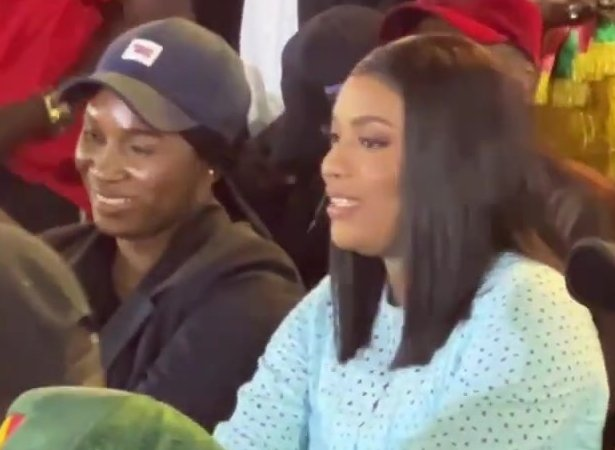
Les deux épouses de Bassirou Diomaye Faye

Bassirou Diomaye Faye a deux épouses : la première, Marie Khone Faye, originaire de Ndiaganiao, est chrétienne et est régulièrement voilée lors d'apparitions publiques ; le couple a une fille ainsi que trois garçons dont l'un est prénommé Ousmane Sonko en l'honneur de son ami le leader du PASTEF ; la seconde, Absa Faye, qu'il a épousée le 3 février 2023 à Keur Massar, est musulmane ; ce deuxième couple a une fille qui porte le nom de la mère d'Ousmane Sonko,,.

## Résultats électoraux

### Élection présidentielle
| Année | Parti | Parti  | 1er tour  | 1er tour | 1er tour |
| Année | Parti | Parti  | Voix      | %        | Rang     |
| ----- | ----- | ------ | --------- | -------- | -------- |
| 2024  |       | PASTEF | 2 434 751 | 54,28    | 1er      |

### Élection municipale
| Année | Municipalité | Coalition | Coalition         | 1er tour | 1er tour | 1er tour |
| Année | Municipalité | Coalition | Coalition         | Voix     | %        | Rang     |
| ----- | ------------ | --------- | ----------------- | -------- | -------- | -------- |
| 2022  | Ndiaganiao   |           | Libérer le peuple | 1 774    | 17,11    | 2e       |

## Décorations
- Grand-croix de l'ordre national du Lion du Sénégal (2024)[N 1],[62]
- Grand-croix de l'ordre du Mérite (2024)[N 2],[63]